# 黑毛橐吾
黑毛橐吾（学名：Ligularia retusa）为菊科橐吾属的植物。分布在尼泊尔、印度、锡金、不丹以及中国大陆的西藏、云南等地，生长于海拔3,800米至4,500米的地区，多生长在沟边、草坡以及山顶坡地，目前尚未由人工引种栽培。